# Оолитик (Индијана)
Оолитик (енгл. Oolitic) град је у америчкој савезној држави Индијана.

## Демографија
По попису из 2010. године број становника је 1.184, што је 32 (2,8%) становника више него 2000. године.
| Група             | 2000.         | 2010.         |
| Белци             | 1.135 (98,5%) | 1.159 (97,9%) |
| Афроамериканци    | 0 (0,0%)      | 3 (0,3%)      |
| Азијати           | 1 (0,1%)      | 3 (0,3%)      |
| Хиспаноамериканци | 4 (0,3%)      | 12 (1,0%)     |
| Укупно            | 1.152         | 1.184         |